# Burkett Nunatak
Burkett Nunatak är en nunatak i Antarktis. Den ligger i Östantarktis. Nya Zeeland gör anspråk på området. Toppen på Burkett Nunatak är 2 180 meter över havet, eller 417 meter över den omgivande terrängen. Bredden vid basen är 7,3 km.
Terrängen runt Burkett Nunatak är varierad. Trakten är obefolkad. Det finns inga samhällen i närheten. 